# Alto Ionio Cosentino
L'Alto Ionio Cosentino (o Alto Jonio Cosentino) è una zona della Calabria settentrionale. Alcuni comuni dell'Alto Jonio dal 1993 fanno parte del parco nazionale del Pollino.

## Comuni dell'Alto Ionio
Fanno parte dell'Alto Ionio Cosentino i seguenti comuni:
- Albidona, porta del parco nazionale del Pollino e paese del salame crudo
- Alessandria del Carretto, paese delle tradizioni popolari
- Amendolara, il paese dell'"Isola di Ogigia", e centro archeologico.
- Canna, il paese dei frantoi e dei portali,
- Castroregio, antico borgo albanese (arbëreshë),
  - Farneta, antico borgo albanese frazione di Castroregio, il più piccolo paese dell'Alto Ionio,
- Cerchiara di Calabria, località termale,
- Francavilla Marittima, centro archeologico,
- Montegiordano, luogo di ristoro negli spostamenti tra Taranto e Crotone di Pitagora di Samo,
- Nocara, centro archeologico,
- Oriolo, centro del turismo culturale dalla zona, sede di un castello e del teatro all'aperto "La Portella",
- Rocca Imperiale, il paese del limone,
- Roseto Capo Spulico, importante località balneare e sede del noto "castello"
- San Lorenzo Bellizzi, il paese delle gole del Raganello e della timpa di San Lorenzo,
- Plataci, antico borgo albanese (arbëreshë),
- Trebisacce, principale centro commerciale ed economico del territorio,
- Villapiana, il comune dell'Alto Ionio più vicino a Sibari, con un buon flusso turistico-balneare.

Fino al 2008 tutti i comuni dell'Alto Jonio ad eccezione di Villapiana facevano parte della Cmaj (comunità montana Alto Ionio), poi ristretta ai soli comuni di Albidona, Alessandria del Carretto,  Canna, Cerchiara di Calabria, Nocara, Oriolo, Plataci, San Lorenzo Bellizzi, e ancora successivamente, nel 2014, soppressa.

## Clima
Il clima è di tipo mediterraneo, con notevoli differenze all'interno della zona stessa, caratterizzata da svariati microclimi.
Nelle zone montane in inverno (in autunno e talvolta in primavera sulle cime del Massiccio del Pollino) la neve non manca mai e gli accumuli nevosi sono spesso considerevoli, tanto da rimanere sulle cime dei monti fino a primavera inoltrata. Può nevicare anche nelle zone pedemontane e collinari, meno colpite dai fenomeni nevosi per la protezione naturale del Massiccio del Pollino, che provoca in queste zone l'effetto stau. 
Sulle coste il clima è mite ma molto umido in inverno, con una notevole piovosità che spesso ingrossa il letto dei torrenti detti "fiumare" che tendono talvolta a straripare. 
In estate mentre il clima nelle zone montane è mite nelle zone collinari e pedemontane esso diventa caldo e talvolta torrido, con temperature massime non di rado vicine ai 40° nella stagione estiva. Sulle coste in estate il clima è molto caldo, mitigato però dalla presenza del Mare Jonio. Le temperature difficilmente scendono sotto gli 0° lungo le coste e frequenti sono le mareggiate nel periodo autunnale ed invernale.

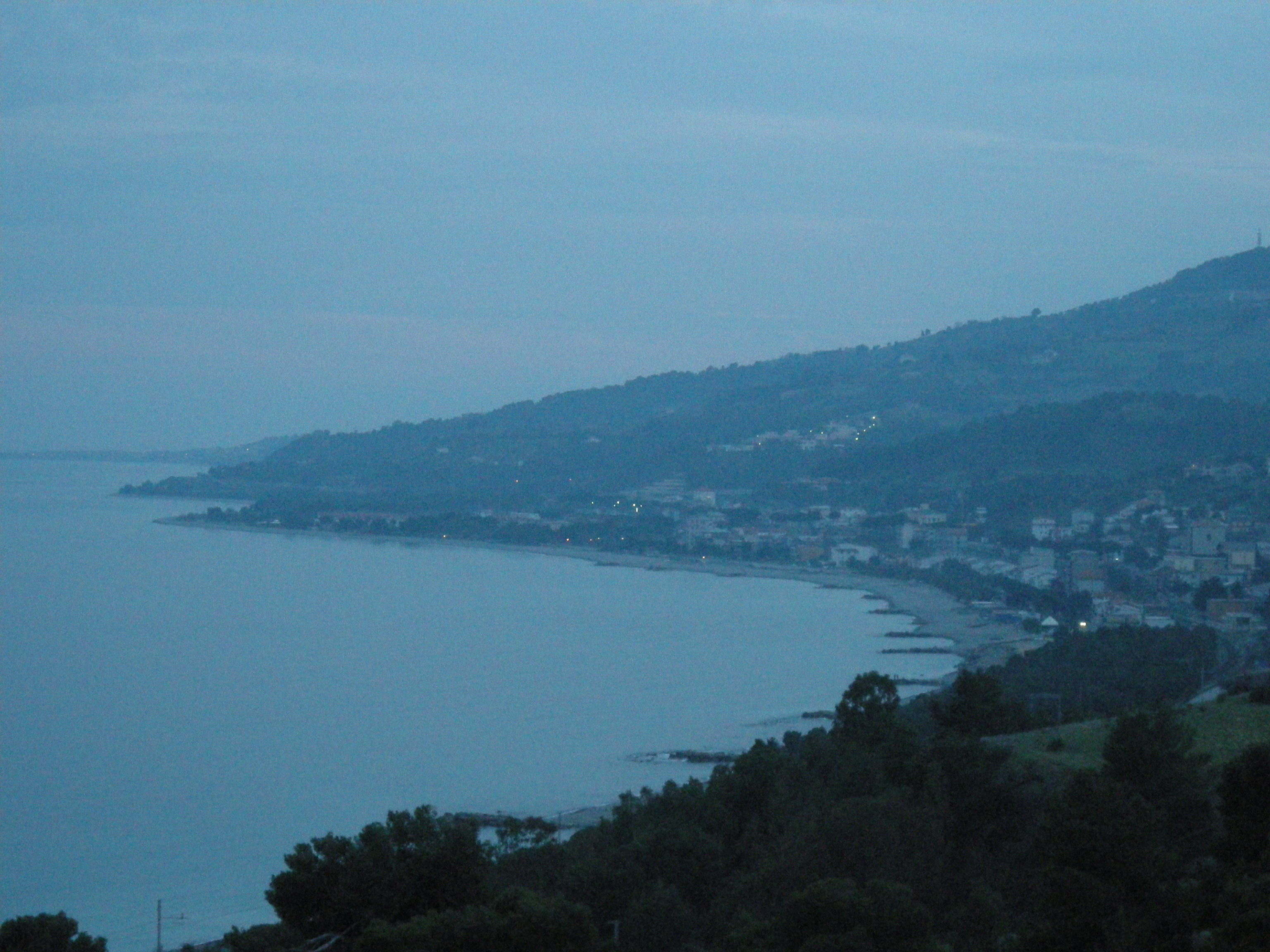
Panorama da Menzinara - Montegiordano, frazione Marina

## Geografia
L'Alto Jonio Cosentino ha un'estensione di circa 750 km² ed è un territorio di intermezzo tra la Piana di Sibari e quella di Metaponto. Il suo litorale, lungo circa 50 km, è vario, vista la presenza sia di spiagge sabbiose che di spiagge ciottolose oltre che a una minor porzione di spiagge rocciose (litorale di Montegiordano Marina e Roseto Capo Spulico). Il paesaggio è molto vario: si passa in meno di 30 km dalle spiagge joniche alle vette del Massiccio del Pollino prima attraverso una sottile lingua pianeggiante antistante al mare, poi attraversando piccoli altopiani e colline via via più alte.
Numerose sono le "fiumare", i torrenti che donano alla gran parte delle spiagge altojoniche una conformazione ciottoloso-ghiaiosa: Torrente Raganello, T. Ferro, T. Saraceno, T. Satanasso, T. Caldanelle, T. Straface, T. Avena, T. Canna, T. San Nicola. Le acque del Mar Ionio si presentano ora non molto profonde (litorale di Villapiana), ora sprofondanti sotto costa (Roseto Capo Spulico), oppure con secche al largo. I monti principali nell'Alto Jonio sono quelli del Pollino Orientale che hanno altitudini variabili dai 2.267 metri della Serra Dolcedorme ai 1.713 metri del Monte Sparviere agli speroni di roccia facenti parte del Prepollino con altezza variabile tra i 1.000 e i 500 m s.l.m., ove sorgono i centri montani: Alessandria del Carretto (1.000 m), Plataci (930 m), Farneta (frazione di Castroregio a 875 m), Nocara (859 m), San Lorenzo Bellizzi (830 m), Castroregio (819 m), Albidona (810 m) e altri centri di bassa montagna e alta collina, come Cerchiara di Calabria (650 m), Montegiordano (619 m) e Oriolo (450 m).

## Ferrovie e Strade
Nell'Alto Jonio solo i centri costieri possiedono stazioni ferroviarie facenti parte della Ferrovia Jonica, i centri montani e gli abitati collinari non sono collegati alla zona costiera mediante ferrovie. Nelle stazioni dell'Alto Ionio, eccetto che in quella di Trebisacce, non fermano treni a lunga percorrenza.
Gli assi viari portanti dell'Alto Jonio sono la Strada statale 106 Jonica, nel tratto altojonico solo parzialmente ammodernata, che collega tutti i centri costieri con Taranto, Sibari, Corigliano Calabro, Rossano, Crotone, Reggio Calabria ecc. e la Strada statale 481 della Valle del Ferro, che collega Amendolara Marina con Oriolo (tra i maggiori centri dell'Alto Jonio) e Cersosimo (in Basilicata).
Altra strada di rilievo è la SS 92 che collega Villapiana Scalo a Cerchiara di Calabria e a San Lorenzo Bellizzi.

## La Secca di Amendolara
La secca, a circa 12 miglia da Amendolara Marina, presenta una profondità di soli 20 metri sotto il livello del mare. La secca, di notevole estensione, probabilmente corrisponde ai resti di un'antica isola, probabilmente sommersasi per erosione. Il tutto è dimostrato da alcune carte antiche (XVII-XVIII sec.) che parlano di un isolotto, detto "Monte Sardo". Una leggenda e alcuni studi recenti vogliono che il Monte Sardo oramai sprofondato da alcuni secoli fosse stata l'Isola di Ogigia, ove la ninfa Calipso detenne Ulisse secondo l'Odissea di Omero.

## Prodotti tipici
L'Alto Ionio conserva prodotti tipici che si differenziano leggermente dal resto della Calabria. La cucina si richiama all'antica tradizione contadina.
Fra i prodotti tipici ricordiamo:
- Il pane di Cerchiara
- La stigliola (piatto a base di interiora di capretto, specialità tipica di Montegiordano)
- Il prosciutto crudo di San Lorenzo Bellizzi
- Il salame crudo di Albidona (rinomato tra i prodotti agroalimentari tradizionali, elenco redatto dal Ministero delle Politiche agricole, alimentari e forestali)
- Il finocchietto selvatico di Calabria
- A' sardicella (salsiccia) piccante di Trebisacce
- I raskatill (rascatielli)
- i' crisp (frittelle)
- L'origano vulgare Viride del Pollino di Plataci e Alessandria del Carretto
- frizzulli (fusilli al ferretto)
- Il liquore alle olive di Calabria Ulivar
- Il limone di Rocca Imperiale
- I cannarìculi
- Il liquore alle erbe del Pollino (nei comuni montani)
- Il liquore di limoni di Rocca Imperiale
- L'arancia (Biondo tardivo) di Trebisacce
- La mela agostina di Oriolo
- i cuddhuraci
- i Cullurun'
- i piselli e le fave di Amendolara

## Gli agrumi dell'Alto Jonio
Nell'Alto Jonio Cosentino è rinomata la produzione di agrumi, specie nella fascia costiera di Rocca Imperiale e Trebisacce ove gli agrumeti sono più diffusi.
Una delle cultivar più diffuse e pregiate è l'Arancia "Bionda tardiva di Trebisacce", coltivata nei "Giardini", il territorio più meridionale del Comune di Trebisacce. Questa particolare varietà di arancia matura in tarda primavera ed è di ottima qualità grazie al microclima dell'Alto Jonio, che grazie alle correnti marine mitigatrici e alla protezione del Pollino dai venti settentrionali, impedisce alla neve ed al gelo di penetrare anche nelle zone pedemontane e pianeggianti distruggendo le coltivazioni. Nonostante ciò la superficie nella quale si coltiva il Biondo Tardivo di Trebisacce è ancora piuttosto limitata (100 ettari) e le tecniche di raccolta sono obsolete. Quella di Trebisacce è una delle principali oasi agrumicole (essendo di piccole dimensioni territoriali) della Calabria. 
Più famoso ed esportato è il Limone di Rocca Imperiale, che negli ultimi anni è stato protagonista di un boom di esportazioni verso le altre regioni d'Italia. La produzione è di circa 400 quintali annui. Il limone di Rocca Imperiale è Prodotto agroalimentare tradizionale della Regione Calabria ma si appresta a diventare anche prodotto IGP, diventando così  una delle principali varietà di limoni italiana. La zona di produzione è l'Alto Jonio Cosentino, in particolare il comune di Rocca Imperiale.